# Centaurea tenacissima
Centaurea tenacissima — вид квіткових рослин родини айстрових (Asteraceae). Ареал: Італія.